# Substrat (grafisk teknik)
Substrat är inom grafisk teknik ett annat ord för det medium som kommer att bära tryckbilden, till exempel papper, plast eller folie – d.v.s. det material man trycker på.
Såväl substratets karaktär (exempelvis materialets porositet) som dess form styr vilka grafiska tekniker som kan användas. Exempelvis kan flexografi hantera flera olika typer av substrat.